# Kummelön (naturreservat)
Kummelön är ett naturreservat i Kristinehamns kommun i Värmlands län.
Området är naturskyddat sedan 1970 och är 30 hektar stort. Reservatet omfattar ett område på halvön Kummelön i västra Ölmeviken i Vänern och består av ekhagar. 